# The Mark of Cain (groupe)
Pour les articles homonymes, voir The Mark of Cain.
The Mark of Cain est un groupe de rock indépendant australien, originaire d'Adélaïde. La formation connait d'incessants changements, en particulier au niveau de la batterie, qui est actuellement tenue par John Stanier (Helmet, Battles, Tomahawk).
En 1998, le groupe signe chez BMG Entertainment, qui a alors réédité des versions remasterisées des premiers albums, ainsi qu'un coffret intitulé The Complete Recordings 88-98 et réunissant l'ensemble des enregistrements du groupe.

## Biographie
The Mark of Cain est formé comme groupe de punk rock à Adélaïde à la mi-1984 par Rod Archer eu chant ; Gavin Atchison à la batterie (ex-Spiral Collapse) ; John Scott à la guitare (ex-Spiral Collapse) et son frère cadet Kim Scott à la basse,. Leur nom s'inspire d'un essai de Hermann Hesse, Demian (1919). John a lu Demian et s'en est inspiré. Le premier groupe d'Atchison et John, Spiral Collapse, se sépare alors que John se consacrait à ses études à l'université, mais détestait aussi le chanteur de ce groupe.
À la fin 1985, Archer quitte le groupe et John Scott ajoute le chant à ses morceaux de guitare,. Ils remplacent Archison avec une succession de batteurs : David Graham, Roger Crisp, John Rickert, Neil Guive, puis Campbell Robinson à la fin 1988,. En 1987, ils jouent un concert local avec le groupe américain Big Black. Le premier single, The Lords of Summer, est publié au label Phantom Records, en septembre 1988,. Il est coproduit par le groupe avec Anthony Bannister, et enregistré aux Adelaide's Soundtrack Australia Studios en janvier la même année. Ils reprennent les morceaux de deux groupes signés chez Phantom : The Visitors (the Visitors) et Seein' Double (Shy Impostors), pour la compilation Assorted Desecrations and Magnificent Mutations, sortie en octobre au label.
Le groupe signe au label Dominator Records, auquel il publie son premier album, Battlesick, en août 1989,. Il est coproduit par Stuart Sheldon et le groupe, et enregistré aux Artec Studios d'Adélaïde en février et mars la même année,. Leur deuxième album, The Unclaimed Prize, suit en mars 1991. Il est enregistré aux Artec Sound Vision Productions entre janvier et mai 1990.
Steve Albini (de Big Black) produit leur prochaine sortie, un EP six titres, Incoming (juin 1993). Albini af ait la rencontre des frères Scott en 1987 lorsqu'ils étaient en tournée avec son groupe. L'EP fait participer pour la première fois Aaron Hewson (ex-Order of Decay, Grunter), qui a rejoint le groupe à la batterie, après la sortie de leur deuxième album, The Unclaimed Prize. Les morceaux sont enregistrés aux Artec Studios and Soundtrack, et aux Chicago Recording Studios, entre 1988 et 1991. Au début de 1994, le groupe joue au festival Big Day Out et sort un single à part intitulé Tell Me au label Insipid Vinyl.
The Mark of Cain, accompagné de Stanier aboard, commence à enregistrer un nouvel album, Songs of the Third and Fifth, aux Broadcast Studios en février 2008 avec l'ingénieur-son Evan James. Le mixage débute en décembre 2010 à Melbourne avec Forrester Savell. En décembre 2011, son premier single, Barkhammer, est publié et joué sur Triple J. Un second single, Heart of Stone, est publié en septembre 2012 ; puis sort l'album Songs of the Third and Fifth, le 2 décembre la même année chez Fuse/Feel Presents.
En mars 2013, le groupe tourne en Australie avec Eli Green à la batterie. Ils terminent leurs tournées en 2014 et 2015, avec Green à la batterie. Rod Archer, leur chanteur depuis 1985, meurt d'un cancer le 26 février 2016.

## Discographie
- 1989 : Battlesick (Dominator Records)
- 1990 : The Unclaimed Prize (Dominator Records)
- 1993 : Incoming (EP) (Dominator Records)
- 1995 : Ill at Ease (rooArt)
- 1996 : Rock and Roll (compilation) (rooArt)
- 1998 : The Complete Recordings 88 - 98 (anthologie) (BMG)
- 2001 : This is This (BMG)
- 2012 : Songs of the Third and Fifth (Feel Presents)